# Nae Ionescu
Nae Ionescu (Brăila, 1890 ― Băneasa, près de Bucarest, 1940), de son nom complet Nicolae C. Ionescu, était un philosophe, logicien, mathématicien, professeur d’université et journaliste roumain. Il enseigna la logique formelle et la philosophie à l’université de Bucarest et eut pour disciples Mircea Eliade, Mircea Vulcănescu, Constantin Noica, Mihail Sebastian, Emil Cioran et Eugène Ionesco. Il passe pour être le fondateur de l’existentialisme roumain, appelé trăirism, mouvement philosophique caractérisé par son attachement à l'orthodoxie, son  irrationalisme, son mysticisme, son messianisme . Vers la fin de sa carrière, dans les années précédant la Seconde Guerre mondiale, il inspira le parti Garde de Fer  et en adopta l’antisémitisme.

## Biographie
Né à Brăila, en Munténie, dans le sud-est de la Roumanie, Ionescu fit des études de lettres à l’université de Bucarest jusqu’en 1912. Son diplôme obtenu, il fut nommé professeur de lycée au collège national Matei-Basarab à Bucarest. En janvier 1916, accompagné de sa femme Margarete Helene Fotino, qu’il avait épousée en novembre 1915, il se rendit en Allemagne en vue d’y compléter sa formation à l’université de Göttingen. L’entrée en guerre de la Roumanie aux côtés de l’Entente en août 1916 lui valut d’être interné comme prisonnier (de luxe) au château de Celle, en Basse-Saxe, où sa femme donnera naissance à son premier fils Roger début 1917 ; son deuxième fils, Răzvan, viendra au monde en juin 1918. Il soutint en 1919 à l’université de Munich une thèse de doctorat en philosophie, intitulée Die Logistik als Versuch einer neuen Begründung der Mathematik (soit : « la Logique formelle comme tentative de refondation des mathématiques »). En tant que disciple d’Edmund Husserl, il mit l’« attitude naturelle » au centre de sa pensée. Il contribua par ailleurs à la diffusion de la philosophie de Nietzsche en Roumanie.
De retour dans son pays, et à l’issue d’une nouvelle affectation comme enseignant suppléant, Ionescu fut nommé assistant auprès de Constantin Rădulescu-Motru au département de logique et théorie de la connaissance de l’université de Bucarest.
Son œuvre eut une profonde influence sur toute une génération de penseurs roumains, d’abord par ses études dans le champ de la religion comparée, de la philosophie et de la mystique, ensuite par l’idéalisation d’une Roumanie ressourcée et rassemblée autour de valeurs endogènes issues des traditions paysannes, du mysticisme, du travail et de la famille traditionnelle : on retrouve cette position chez le philosophe Constantin Rădulescu-Motru et chez le polémiste Nichifor Crainic, qui voyaient dans la corruption, le désordre et les égoïsmes la marque d’influences étrangères, jadis ottomanes donc orientales, et à l’époque moderne occidentales ; la version française de ce mouvement de la première moitié du XXe siècle est incarnée, entre autres, par Gustave Thibon. Plus tard Nae Ionescu prit des positions de plus en plus nationalistes et d’extrême droite, tombant dans l’antihumanisme et l’antisémitisme.

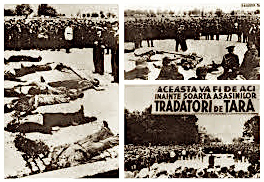
Membres de la « Garde de fer » fasciste abattus en septembre 1939 par la gendarmerie sous la dictature carliste : la banderole proclame « ainsi finissent les assassins traîtres à leur pays », les fascistes étant considérés comme des « agents de l'Allemagne », tout comme les communistes étaient traités en « agents de l'URSS ».

Parmi les personnalités qu’il influença figurent Constantin Noica, Mircea Eliade, Emil Cioran, Haïk et Jeni Acterian (ro), Mihail Sebastian, Mircea Vulcănescu et Petre Țuțea. L’école de pensée existentialiste et en partie mystique dont Nae Ionescu fut l’initiateur prit le nom de trăirisme (du roumain trăire = expérience, vécu). Jusqu’en 1938, Ionescu et son groupe maintinrent vis-à-vis de la « Garde de fer » fasciste une attitude réticente, car Ionescu était l’éditeur du très influent journal Cuvântul (litt. le Mot), publication national-orthodoxe qui parut de 1929 à 1933, dans laquelle parut une profusion d’articles de théologie, littérature, économie et politique, tant de Ionescu lui-même que de ses disciples. Or ce journal soutenait le roi Carol II, ennemi de la « Garde de Fer » qui vivait en exil et se proposait de rentrer au pays « faire le ménage » par les méthodes autoritaires alors en vogue dans toute l’Europe centrale comme en Union soviétique.
Mais, une fois instaurée la dictature anti-Garde de Fer de Carol II, Ionescu et ses disciples finirent par tourner le dos à son régime carliste, d’une part en raison de la corruption et des mœurs dissolues de Carol, d’autre part parce que la doctrine trăiriste recoupait sur certains points l’idéologie des Gardes de fer, et enfin parce que l’antisémitisme montant alors dans toute l’Europe accusait les Juifs d’être vecteurs à la fois du « capitalisme corrupteur » (or la Roumanie subissait les effets de la Grande Dépression), et du « communisme criminogène » (or ayant une frontière directe avec l’URSS stalinienne, la Roumanie ne cessait d’accueillir des réfugiés qui décrivaient les atrocités de la « terreur rouge »). Ce furent des facteurs décisifs dans le basculement de Ionescu : Mihail Sebastian, écrivain lui-même juif roumain décrit dans son Journal la période où Ionescu abandonna ses idées antérieures, et s’attacha à discerner et exposer ses motifs, parmi lesquels les menaces de mort des « gardes de fer » n’étaient pas des moindres. Une partie de ses nombreux adeptes suivirent son exemple.
À la fin de la décennie 1930, Ionescu fut entraîné dans une polémique avec Rădulescu-Motru, dont il avait été auparavant l’assistant, et qui se mit à critiquer son basculement en faveur de la Garde de fer, l’accusant d’avoir trahi les principes qu’il exprimait auparavant dans Cuvântul. Dans une lettre ouverte de 1938 adressée à Mircea Eliade, Rădulescu-Motru accusa en outre Ionescu de pratiques contraires à l’esprit universitaire, comme p.ex. l’utilisation du cours de logique pour faire la promotion d’« une espèce de mysticisme dilettante ».

### Incident avec Mihail Sebastian
En 1934, alors que Sebastian et Ionescu étaient encore en bons termes, ce dernier consentit à rédiger la préface du livre de Sebastian De două mii de ani... (« Depuis deux mille ans... »). Sebastian, qui « aimait et admirait Ionescu », fut indigné par cet avant-propos d’Ionescu, car il contenait plusieurs passages ouvertement antisémites. Mircea Eliade se remémorera cet incident dans son autobiographie :

« Judah souffre parce qu’il doit souffrir », avait écrit Nae. Et il expliquait pourquoi : les juifs avaient refusé de reconnaître Jésus Christ comme leur Messie. Cette souffrance dans l’histoire reflétait en un certain sens la destinée du peuple hébreu qui, précisément parce qu’il avait rejeté le christianisme, ne pouvait être sauvé. Extra Ecclesiam nulla salus. »

Eliade notera que cet incident donna lieu à un profond revirement dans l’évolution intellectuelle d’Ionescu, qui peu avant 1940 laissa entendre à Eliade, qui était alors son étudiant, qu’il avait été tenté de « renoncer tant au journalisme qu’à la politique et de [se] dévouer entièrement aux études hébraïques ». Sebastian, quoique mortifié par l’incident, résolut de garder la préface d’Ionescu dans son livre.

### Dernières années et postérité

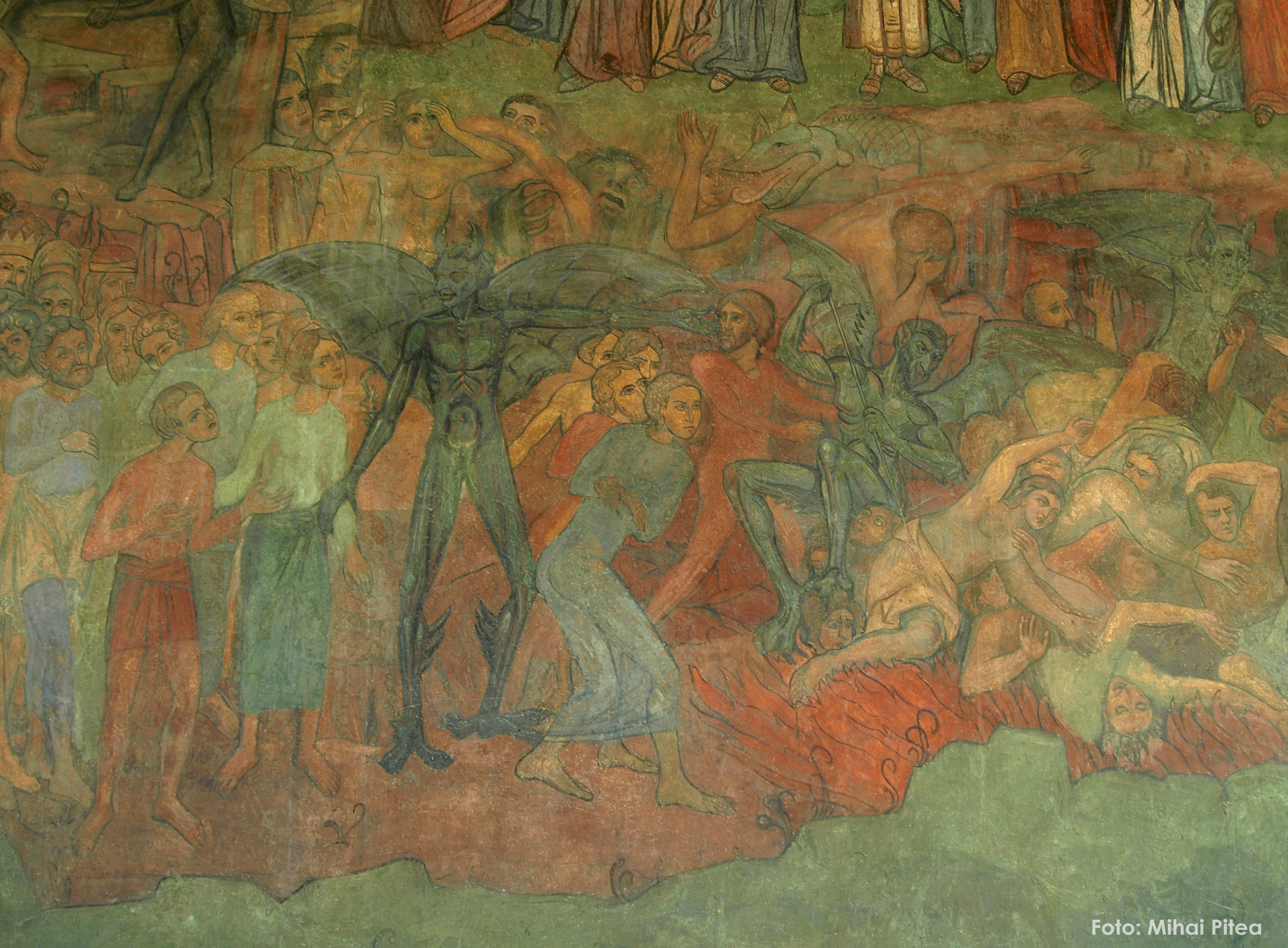
Nae Ioescu, après sa « trahison » de 1938 en faveur de la Garde de Fer, est représenté en diable, entouré de disciples admiratifs, dans la fresque du Jugement dernier figurant sur la façade de la cathédrale patriarcale de Bucarest.

Alors qu’une quasi-guerre civile mettait aux prises le régime carliste et la Garde de fer, Nae Ionescu et ses disciples furent arrêtés et détenus sans jugement dans un camp improvisé à Miercurea-Ciuc, en Transylvanie. Ionescu fut plusieurs fois emprisonné par la suite et dut à partir de 1939 vivre en résidence surveillée. Cette expérience affaiblit sa santé fragile, et Ionescu s’éteignit peu après dans sa villa de Băneasa (près de Bucarest), pendant que la pianiste Cella Delavrancea, sa dernière compagne, se tenait à son chevet. Certaines sources proches indiquent qu’il aurait été en réalité assassiné par empoisonnement en rétorsion de son ralliement à la Garde de fer, mais aucune preuve n’est venue confirmer ces rumeurs de meurtre politique.
Même si Ionescu n’adhéra pas formellement à la Garde de fer, il influença une partie de l’élite bucarestoise non-juive dans un sens nationaliste, conservateur, mystique et antisémite, qu’il articula au traditionnel rejet chrétien du judaïsme et au tout aussi traditionnel rejet orthodoxe de l’Occident. Aux yeux d’Ionescu et de ses adeptes, christianisme et roumanisme d’un côté, judaïsme et occidentalisme de l’autre, s’excluaient mutuellement. Rétrospectivement, Ionescu et sa génération sont tenus pour responsables d’avoir préparé la voie à la Shoah en Roumanie et d’avoir fait passer l’ensemble du peuple roumain, à commencer par son élite, pour un bloc antisémite aux yeux de l’étranger, mais peut-être est-ce leur prêter bien plus d’influence qu’ils n’en eurent, car en Roumanie comme ailleurs, la Shoah est d’abord due à l’opportunisme et la rapacité d’une partie des gens ordinaires, civils et militaires profitant de la guerre et de l’effondrement du droit pour piller et s’enrichir aux dépens des victimes.
En effet, l’œuvre de Ionescu, peu connue hors de l’intelligentzia bucarestoise, ne comporte guère d’ouvrages d’envergure : proscrite dans la Roumanie communiste, redécouverte après la chute de la dictature en 1989, elle est aussitôt tombée dans l’oubli en raison tant de son inconsistance philosophique et logique, que de l'absence de toute réponse aux préoccupations de la Roumanie comme la reconstruction économique, la renaissance de la société civile et l'intégration européenne.
Selon Laura Pavel, Ionescu, controversé mentor de la génération de 1927, dont la fameuse « spontanéité » dans la conduite de ses cours n’était en réalité qu’une habile mise en scène, exerçait, par son intelligence et par son charisme, une véritable fascination sectaire sur ses jeunes adeptes. Un portrait de Nae Ionescu, où il est dépeint comme un personnage méphistophélique, tourmenté par l’angoisse et par les apories existentielles, sera brossé par l’un de ses disciples, Mircea Eliade, d’abord dans une œuvre de fiction, le roman Gaudeamus, puis dans ses Mémoires. Nae Ionescu servira encore de modèle pour quelques personnages littéraires, tels que la figure de Ghiță Blindaru dans De două mii de ani, de Mihail Sebastian, et de Logicien dans Rhinocéros, d’Eugène Ionesco. Il reste emblématique d’une génération d’intellectuels certes très cultivée, mais qui avait profité de la renaissance culturelle roumaine sans en partager les valeurs morales, et qui, voyant le vent politique tourner dans une direction ouvertement criminogène, se rallia sans scrupule à la vague totalitaire qui submergeait alors l’Europe ; il ne vécut pas assez longtemps pour se trouver moralement complice de la Shoah ou du communisme stalinien, mais il fait partie des célébrités qui ont contribué à les rendre « acceptables »,.